# 페리스의 해방
《페리스의 해방》(영어: Ferris Bueller's Day Off)은 1986년에 개봉한 미국의 청춘 코미디 영화로, 존 휴스가 각본, 제작, 연출을 맡았다. 매슈 브로더릭이 학교에서 조퇴한 고등학생 게으름뱅이 페리스 뷸러 역을 맡았고, 미아 세라와 앨런 럭이 함께 출연했다. 페리스는 주기적으로 제4의 벽을 깨며 그의 수법을 설명하고 속마음을 털어놓는다.
휴스는 각본을 일주일 안에 작성했다. 촬영은 1985년 9월부터 개시되어 1985년 11월 완료되었다. 수많은 역사적 장소, 예컨대 시어스 타워나 시카고 미술관과 같은 장소의 촬영은 시카고에 헌사하는 자신의 연애편지였다고 휴스는 말했다. "제가 할 수 있는 최대한 시카고의 전부를 잡아내고 싶었습니다. 건축 양식이나 풍경에 한정된 것이 아닌, 그 정신까지도 포함해서요."
1986년 6월 11일 파라마운트 픽처스를 통해 개봉한 이 영화는 제작비 5백만 달러를 상회하는 7천만 달러를 벌어들여 그해 가장 많은 수익을 거둔 영화들 중 하나가 되었다. 또한 평론가로부터 광적인 찬사를 받았으며 관객의 반응 역시 그와 같았다.
매슈 브로더릭은 이 영화를 통해 1987년 제44회 골든 글로브상 뮤지컬·코미디 영화 부문 남우주연상 후보에 올랐다.
2014년 이 영화는 미국 의회도서관이 주관하는 미국 국립영화등기부에서 "문화적, 역사적, 혹은 미학적으로 중대성"이 있다는 이유로 보존키로 결정되었다.
2016년 파라마운트, 터너 클래식 무비, 패덤 이벤트는 영화 개봉 30주년을 기념하여 《핑크빛 연인》(1986)과 함께 재상영을 했다.

## 줄거리
고등학교 시절 끝자락에 돌입한 상급생 페리스 뷸러는 꾀병을 부리며 시카고 교외 집에서 기거하고 있다. 영화 내내 페리스는 주기적으로 제4의 벽을 부수며 관객에게 친구들 이야기를 하거나 자신이 어떻게 학교를 조퇴할 수 있었는지를 설명하며 조언을 한다. 부모님은 페리스를 믿고 있으나 여동생 제니는 속임수에 현혹되지 않는다.
학생 주임 에드워드 R. 로니는 페리스가 다시금 무단결석을 했다고 판단하여 그를 뒤쫓기로 결심한다. 페리스는 정말로 아파서 조퇴한 친구 캐머런 프라이를 설득하여 여자친구 슬론 피터슨의 아버지인 척 학교에 전화를 하게 시킨다. 캐머런은 학교에 슬론의 할머니 가짜 부고 소식을 통보하여 슬론이 학교에서 조퇴하게 만든다. 이렇게 로니를 속인 페리스는 캐머런을 구슬려 그의 아버지가 애지중지하는 1961년산 페라리 250 GT 캘리포니아 스파이더를 슬론을 데리러 가는 데 사용한다. 캐머런은 페리스가 시카고 시내로 계속 주행해 나가자 걱정이 늘어가지만 페리스는 온전한 상태로 돌려놓겠다며 캐머런을 안심시킨다. 셋이 차를 주차장 건물 직원들에게 맡기고 떠나는 즉시 직원들은 차를 타고 드라이브를 즐긴다.
페리스, 캐머런, 슬론은 시카고 미술관, 시어스 타워, 시카고 상업거래소, 리글리 필드 등의 장소를 돌아다니며 도시 곳곳을 여행한다. 그 와중에 뷸러의 아버지 시선을 가까스로 피하기도 한다. 캐머런이 흥미가 없다는 투로 일관하자 페리스는 캐머런의 기분을 북돋우기 위해 즉흥적으로 폰 슈토이벤의 날 행진 중인 퍼레이드 차량에 난입해 립싱크로 웨인 뉴턴의 〈Danke Schoen〉과 비틀스의 〈Twist and Shout〉를 불러 관중들을 환호시킨다.
그 와중에 로니는 뷸러의 자택을 수사해 페리스의 무단 결석을 증명하려다가 여러 번 난처한 처지에 봉착한다. 같은 시각 학교 전체가 페리스가 죽을 병으로 고생한다고 믿는 상황에 절망한 제니는 수업을 빼먹고 집으로 귀가해 페리스와 담판을 지으려고 한다. 집에 도착한 제니는 집 안에 침입한 로니를 발견하고 놀라서 발로 차 기절시킨다. 로니는 제니가 경찰을 부르는 사이에 달아난다. 도착한 경찰은 제니를 거짓 신고로 체포하고 훈방을 위해 부모에게 연락한다. 이를 기다리던 중 제니는 한 비행 청소년과 만나고, 그는 페리스에 대해 너무 심려하지 말라고 충고한다. 집 매입 건수를 포기하여 화가 난 어머니는 경찰서에 도착해 이 비행 청소년과 키스하고 있는 제니의 모습을 발견하고 더욱 격노한다.
페리스와 친구들은 페라리를 회수한 다음 집으로 향한다. 한데 그 직후 상당한 마일이 주행 거리계에 추가되었음을 알게 되고, 평소 아버지에게 휘둘리며 사는 캐머런은 충격으로 한동안 긴장증 상태가 된다. 페리스는 캐머런네 차고에서 차를 벽돌 위에 얹어 놓고 후진으로 차를 주행시켜 주행 기록계에서 늘어난 마일을 없애 보려 하지만 효과가 없다. 캐머런은 감정이 폭발해 그 분노를 아버지 차에 쏟는다. 그 결과 벽돌들이 무너지고, 차고 뒷벽으로 후진한 차량은 협곡 아래로 추락한다. 모든 책임을 자신이 책임지겠다는 페리스의 말을 묵살한 캐머런은 자신이 아버지에게 당당히 맞서 보겠다고 다짐한다.
슬론의 집까지 걸어간 페리스는 부모님이 곧 집에 도착할 것임을 깨닫는다. 이웃집을 통해 질주하던 페리스는 어머니와 함께 집으로 향하는 제니의 차에 거의 치일 뻔 한다. 어머니는 페리스를 보지 못하지만 제니는 페리스를 알아보고 페리스보다 일찍 집에 도착하기 위해 전력을 쏟는다. 페리스가 조금 빨리 집 뒷문에 닿지만 로니가 바깥에서 그를 기다리고 있다. 제니는 앞문을 통해 집 안으로 뛰어 들어가고, 어머니는 아버지에게 오늘 제니의 행실에 대해 얘기한다.
제니는 로니가 페리스를 협박하고 있는 것을 발견하자 변심하여 페리스가 병원에 갔다가 홀로 걸어 돌아왔다고 주장한다. 이어 제니는 로니에게 그가 침입 시도 때 떨군 지갑을 보여준 뒤 근처 물웅덩이에 던져버리고, 큰 소리를 내며 뒷문을 닫아 집에서 키우는 로트와일러를 깨워 로니가 달아나게 만든다. 페리스는 제니에게 감사를 전하고 방 침대로 급히 돌아와 자신을 반기는 부모에게 쇠악한 척 연기한다. 부모님이 떠나자 페리스는 관객을 향해 이렇게 다시금 말한다. "인생은 꽤 빨리 흘러가. 한 번쯤 멈춰 서 돌아보지 않으면 그냥 흘러가 버려."
크레디트가 돌아가는 중에 한 방 먹고 집을 돌아가던 로니는 학교 버스에 올라탄 뒤 학생들에게 더한 굴욕에 시달린다. 쿠키 영상에서 페리스는 자기 방에서 나와 관객들에게 "아직도 안 갔어? 끝났어. 집에 가."라고 말한다.

## 출연
- 매슈 브로더릭 - 페리스 뷸러 역
- 앨런 럭 - 캐머런 프라이 역
- 미아 세라 - 슬론 피터슨 역
- 제프리 존스 - 에드워드 "에드" R. 루니 역
- 제니퍼 그레이 - 지니 뷸러 역
- 신디 피킷 - 케이티 뷸러 역: 어머니.
- 라이먼 워드 - 톰 뷸러 역: 아버지.
- 이디 매클러그 - 그레이스 역
- 찰리 신 - 가스 볼벡 역
- 벤 스타인 - 경제 수업 교사 역
- 델 클로스 - 영어 수업 교사 역
- 버지니아 케이퍼스 - 플로렌스 스패로 역
- 리처드 에드슨 - 주차장 직원 역
- 크리스티 스완슨 - 경제 수업 학생 역
- 맥스 펄리치 - 경제 수업 학생 역
- 스콧 코피 - 경제 수업 학생 역
- 조너선 슈목 - 셰이 키 지배인 역
- 루이 앤더슨 - 꽃 배달원 역
- 디 디 레셔 - 버스 운전 기사 역
- 존 휴스

## 제작

### 섭외
존 휴스는 처음부터 페리스 뷸러 역으로 매슈 브로더릭을 염두에 두고 각본을 썼으며, 자신이 생각할 때 이 역을 해낼 수 있는 배우는 브로더릭 밖에 없다고 말했다. 휴스의 다른 세 영화에서 함께 한 앤서니 마이클 홀도 배역 제안을 받았으나 일정이 맞지 않아 사양하였다. 그 외에 고려된 배우에는 짐 캐리, 존 큐색, 조니 뎁, 조지 클루니, 톰 크루즈, 마이클 J. 폭스가 있다.

## 기타 제작진
- 배역: 재닛 허션슨, 제인 젱킨스
- 미술: 존 W. 코소
- 의상: 매릴린 밴스

## 우리말 녹음
MBC 성우진 (1992년 10월 3일)
- 손원일 - 페리스(매슈 브로더릭)
- 박기량 - 캐머런(앨런 럭)
- 윤소라 - 슬론(미아 세라)
- 기경옥 - 지니(제니퍼 그레이)
- 황일청 - 아버지(라이먼 워드)
- 우문희 - 엄마(신디 피킷)
- 한규희 - 에드워드(제프리 존스)
- 이도련 - 선생님(벤 스타인)
- 이인성 - 주차장 직원(리처드 에드슨)
- 이선주 - 학생(애니 라이언)
- 이종혁 - 불량배(찰리 신)
- 김강산 - 학생(맥스 펄리치)